# Flat (Puy-de-Dôme)
Pour l’article homonyme, voir Flat (Alaska).
Flat est une ancienne commune française située dans le département du Puy-de-Dôme en région Auvergne-Rhône-Alpes, devenue, le 1er janvier 2016, une commune déléguée de la commune nouvelle d'Aulhat-Flat.

## Géographie
À proximité de la ville d'Issoire, ce bourg a préservé son architecture traditionnelle, au milieu d'une campagne où l'on trouve jardins, enclos et arbres fruitiers. 
Sur les coteaux qui bordent l'Allier, Flat est construit au pied de la butte d'Ybois, que couronnait autrefois le château fort du même nom, rasé en 1633 sur ordre de Richelieu, après avoir abrité brièvement la reine Margot avant son enfermement à Usson.
Quatre communes sont limitrophes de Flat :
|        | Saint-Babel |                     |
| Orbeil | Flat        | Aulhat-Saint-Privat |
|        | Brenat      |                     |

Seule la route départementale 9, reliant Issoire à Manglieu, traverse la commune.

### Urbanisme

#### Logement
En 2012, la commune comptait 228 logements, contre 190 en 2007. Parmi ces logements, 83,5 % étaient des résidences principales, 6,2 % des résidences secondaires et 10,3 % des logements vacants. Ces logements étaient pour 98,2 % d'entre eux des maisons individuelles et pour 1,8 % des appartements.
La proportion des résidences principales, propriétés de leurs occupants était de 92,6 %, en baisse sensible par rapport à 2007 (93 %). Il n'existe aucun logement HLM loué vide.

## Histoire

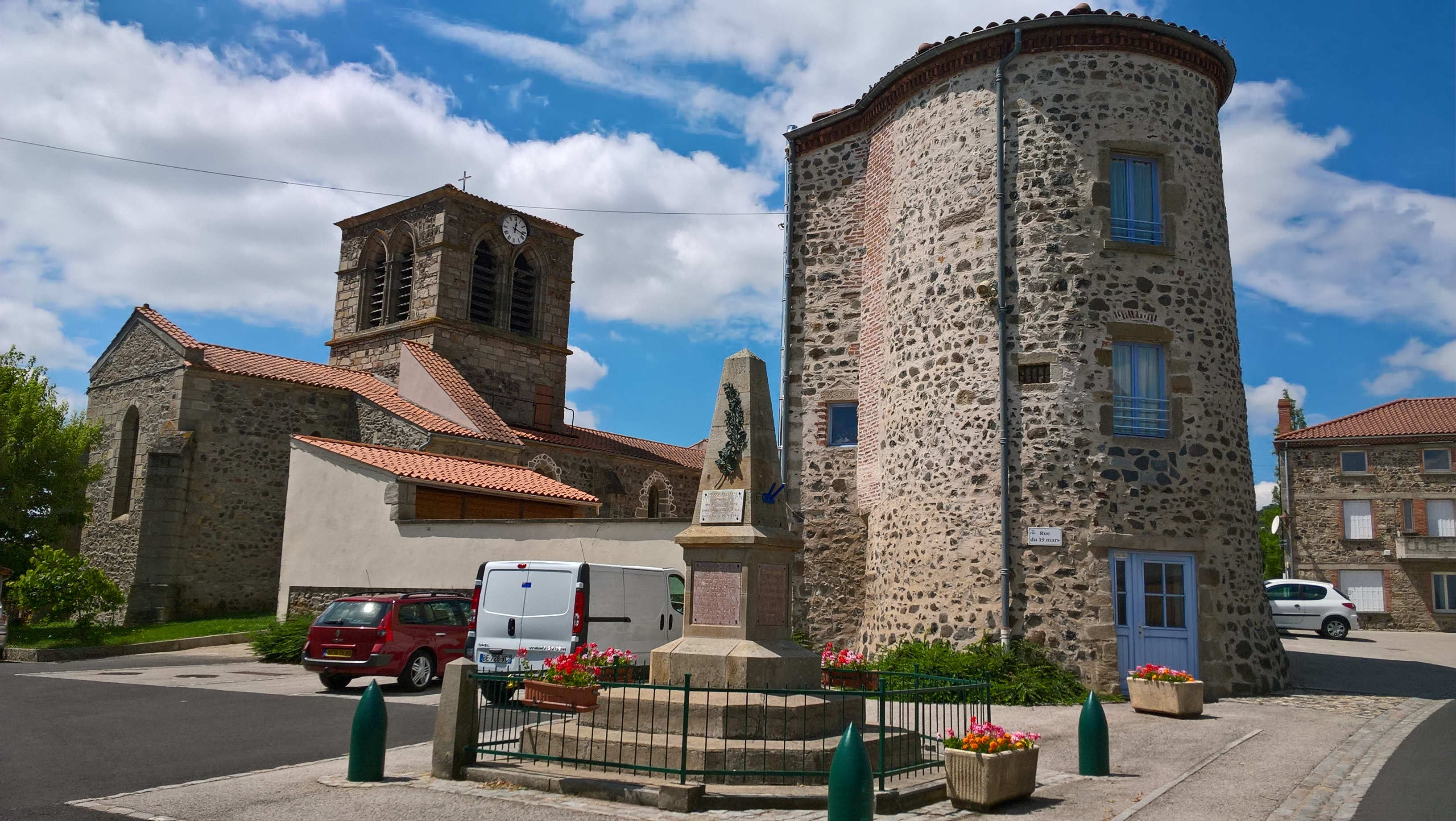
Tour et église.

Les communes de Flat et d'Aulhat-Saint-Privat ont fusionné le 1er janvier 2016 pour former Aulhat-Flat. Il s'agit de la deuxième fusion après Nonette et Orsonnette formant Nonette-Orsonnette.

## Politique et administration

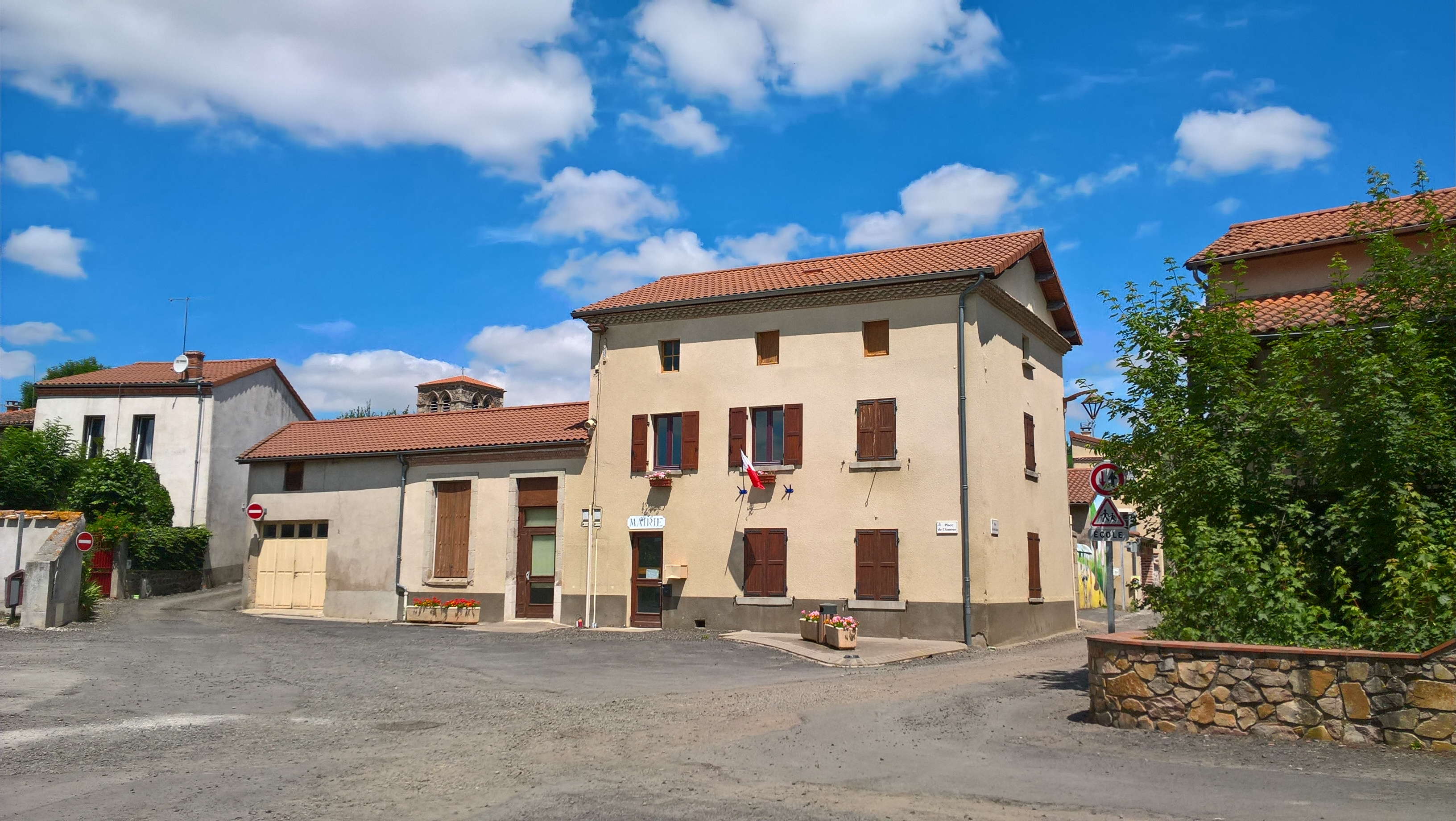
Ancienne mairie.

| Période                                  | Période       | Identité             | Étiquette | Qualité |
| ---------------------------------------- | ------------- | -------------------- | --------- | ------- |
| Les données manquantes sont à compléter. |               |                      |           |         |
| avant 1988                               | ?             | Colette Martin       |           |         |
| mars 2001                                | mars 2008     | Georges Massardier   |           |         |
| mars 2008                                | mars 2014     | René Bisiaux         |           |         |
| mars 2014                                | décembre 2015 | Louis-Marie Charrier |           |         |

## Population et société

### Démographie
L'évolution du nombre d'habitants est connue à travers les recensements de la population effectués dans la commune depuis 1793. À partir du 1er janvier 2009, les populations légales des communes sont publiées annuellement dans le cadre d'un recensement qui repose désormais sur une collecte d'information annuelle, concernant successivement tous les territoires communaux au cours d'une période de cinq ans. 
Pour les communes de moins de 10 000 habitants, une enquête de recensement portant sur toute la population est réalisée tous les cinq ans, les populations légales des années intermédiaires étant quant à elles estimées par interpolation ou extrapolation. Pour la commune, le premier recensement exhaustif entrant dans le cadre du nouveau dispositif a été réalisé en 2005,.
En 2013, la commune comptait 497 habitants, en évolution de +3,76 % par rapport à 2008 (Puy-de-Dôme : +2,35 %, France hors Mayotte : +2,49 %).
| 1793 | 1800 | 1806 | 1821 | 1831 | 1836 | 1841 | 1846 | 1851 |
| ---- | ---- | ---- | ---- | ---- | ---- | ---- | ---- | ---- |
| 585  | 580  | 677  | 582  | 691  | 682  | 644  | 634  | 617  |

| 1856 | 1861 | 1866 | 1872 | 1876 | 1881 | 1886 | 1891 | 1896 |
| ---- | ---- | ---- | ---- | ---- | ---- | ---- | ---- | ---- |
| 604  | 545  | 519  | 504  | 484  | 477  | 474  | 488  | 460  |

| 1901 | 1906 | 1911 | 1921 | 1926 | 1931 | 1936 | 1946 | 1954 |
| ---- | ---- | ---- | ---- | ---- | ---- | ---- | ---- | ---- |
| 439  | 366  | 393  | 345  | 302  | 255  | 264  | 247  | 274  |

| 1962 | 1968 | 1975 | 1982 | 1990 | 1999 | 2005 | 2010 | 2013 |
| ---- | ---- | ---- | ---- | ---- | ---- | ---- | ---- | ---- |
| 272  | 251  | 249  | 309  | 352  | 385  | 469  | 498  | 497  |

La population de la commune est relativement jeune. Le taux de personnes d'un âge supérieur à 60 ans (20,7 %) est en effet inférieur au taux national (23,6 %) et au taux départemental (25,8 %).
À l'inverse des répartitions nationale et départementale, la population féminine de la commune est inférieure à la population masculine. Le taux (47,5 %) est inférieur au taux national (51,6 %).
| Hommes | Classe d’âge | Femmes |
| ------ | ------------ | ------ |
| 0      | 90 ans ou +  | 1,3    |
| 3,1    | 75 à 89 ans  | 2,1    |
| 16,9   | 60 à 74 ans  | 18,1   |
| 19,9   | 45 à 59 ans  | 26,2   |
| 24,1   | 30 à 44 ans  | 22,8   |
| 14,9   | 15 à 29 ans  | 9,3    |
| 21,1   | 0 à 14 ans   | 20,3   |

| Hommes | Classe d’âge | Femmes |
| ------ | ------------ | ------ |
| 0,5    | 90 ans ou +  | 1,3    |
| 6,9    | 75 à 89 ans  | 10,8   |
| 15,7   | 60 à 74 ans  | 16,2   |
| 20,8   | 45 à 59 ans  | 20,3   |
| 19,8   | 30 à 44 ans  | 18,2   |
| 19,2   | 15 à 29 ans  | 17,7   |
| 17     | 0 à 14 ans   | 15,5   |

### Enseignement
Flat dépend de l'académie de Clermont-Ferrand. Elle gère une école élémentaire publique.
Hors dérogations à la carte scolaire, les collégiens se rendent à Issoire, au collège Les Prés, et les lycéens à :
- Issoire, au lycée Murat, pour les filières générales et STMG ;
- Clermont-Ferrand, aux lycées La Fayette ou Roger-Claustres, pour la filière STI2D.

## Économie

### Revenus de la population et fiscalité
En 2011, le revenu fiscal médian par ménage s'élevait à 39 400 €, ce qui plaçait Flat au 3 518e rang des communes de plus de 49 ménages en métropole.

### Emploi
En 2012, la population âgée de 15 à 64 ans s'élevait à 339 personnes, parmi lesquelles on comptait 74 % d'actifs dont 67,8 % ayant un emploi et 6,2 % de chômeurs.
On comptait 24 emplois dans la zone d'emploi. Le nombre d'actifs ayant un emploi résidant dans la zone étant de 229, l'indicateur de concentration d'emploi est de 10,5 %, ce qui signifie que la commune offre moins d'un emploi par habitant actif.

### Entreprises
Au 1er janvier 2014, Flat comptait quatorze entreprises : trois dans l'industrie, deux dans la construction, sept dans le commerce, les transports et les services divers et deux dans le secteur administratif.
En outre, elle comptait quinze établissements.

### Agriculture
Au recensement agricole de 2010, la commune comptait 12 exploitations agricoles. Ce nombre est stable par rapport à 2000 et en diminution par rapport à 1988 (13). La commune était orientée dans la polyculture et le polyélevage.
La superficie agricole utilisée sur ces exploitations était de 388 hectares en 2010, dont 222 ha sont allouées aux terres labourables et 163 ha sont toujours en herbe.

### Commerce et services
La base permanente des équipements de 2014 recensait une boulangerie.

### Tourisme
Aucun hôtel, camping ou autre hébergement collectif n'existait dans la commune au 1er janvier 2015.

## Culture locale et patrimoine

### Lieux et monuments

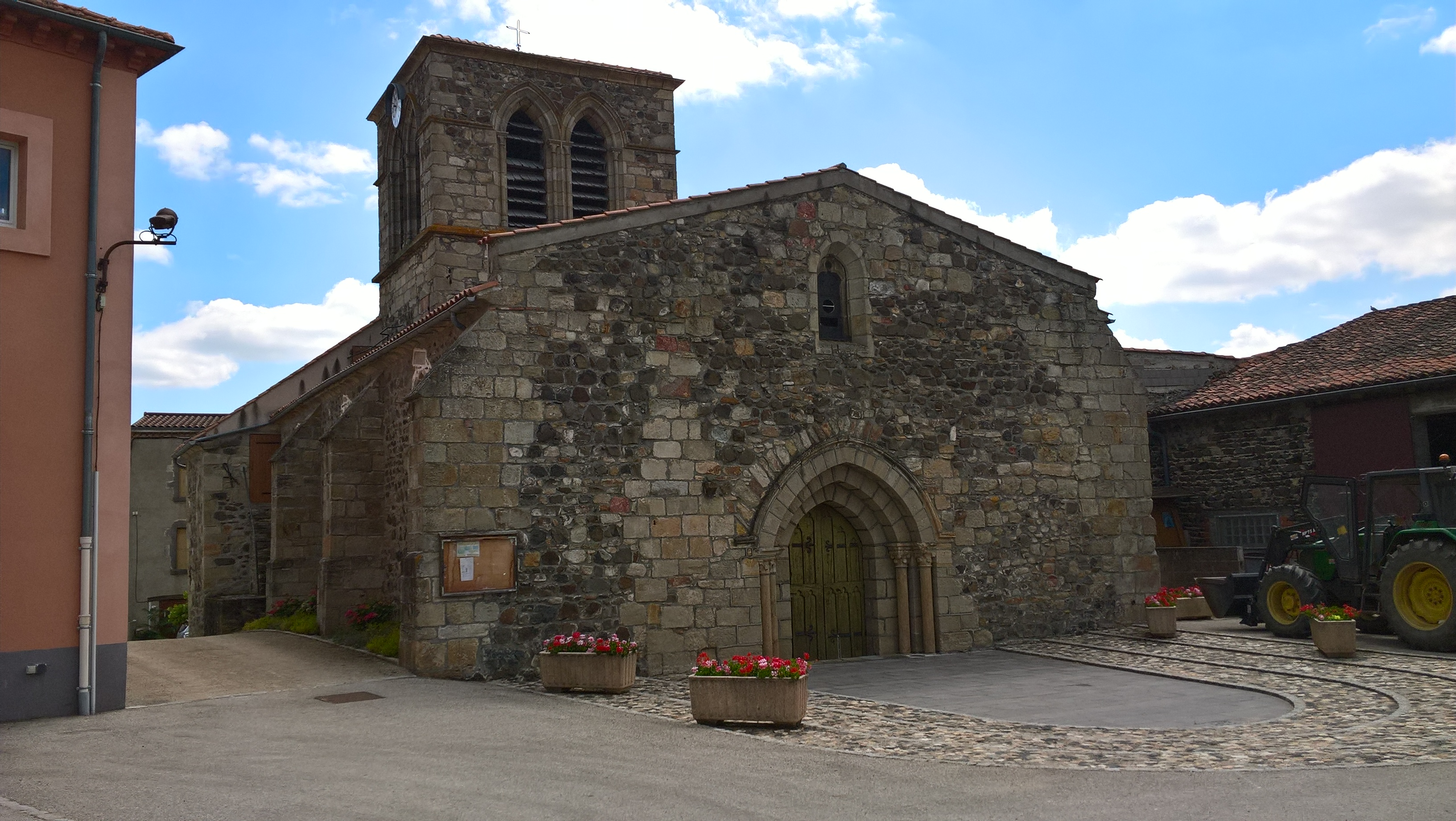
Église.

Église du XIIe siècle.